# Drinker
Drinker és un gènere de dinosaure hipsilofodont que visqué al Juràssic superior a Nord-amèrica. Era un dinosaure relativament petit, feia uns 2 metres de longitud i pesaria entorn els 10 kg.
Drinker fou descobert l'any 1990 pel Dr. Robert T. Bakker en estrats juràssics a l'oest dels EUA, precisament a Wyoming. Al gènere l'anomenà referint-se a Edward Drinker Cope, el famós paleontòleg de finals del segle xix. A l'espècie Drinker nisti l'anomenà en referència al National Institute of Standards and Technology.